# ユンナ
ユンナ（윤하、1988年4月29日 - ）は、韓国ソウル出身の女性歌手。日本と韓国の両国で活動している。本名はコ・ユナ（高潤荷・고윤하）。所属レコード会社は韓国ではロエン・エンターテインメント（旧・ソウルレコード）、日本ではSISTUS RECORDS。

## 人物
名前の英語表記は「Younha」。日本でのファーストアルバムのタイトル『Go! Younha』は、本名の「コ・ユナ」の英語風表記。朝鮮語のㅎ音の変化により、/yunha/ という音が日本語の話者には「ユナ」もしくは「ユンナ」と聞こえる。デビュー当時は「ユナ」名義であった。
ユンジンという名の妹がいる（本人の日記中に度々登場。Chix Chicksというグループに所属している）。
4歳の頃からピアノを触っている。小さいころからずっとクラシックを聴いていたが、H.O.T.という韓国のアイドル・グループを好きになり、ポップスも聴くようになった。それからアヴリル・ラヴィーンを好きになり、日本に来てからは椎名林檎を好きになった。
好きなアーティストは、P!NK、アリシア・キーズ、ソン・シギョン、平原綾香、cune、東京事変。尊敬するアーティストは、レイ・チャールズ、イ・スンチョル、シン・スンフン、椎名林檎。初めて好きになった日本のアーティストは、X JAPAN。"日本"を意識し始めたのは、MISIAの「Everything」を聞いた時。
韓国語・日本語・英語を話せるトライリンガルである。日本語に興味を持ったきっかけは、小学生の時に日本のドラマに興味を持ったからで、その後は独学で日本語を勉強するようになる。高校生になった頃には、ほぼ完璧に話せるようになり、同級生から日本のドラマの対訳を任されるようになるほどまでに習得する。日本のドラマでは『ごくせん』（日本テレビ）等を見て日本語の勉強をしていたため、はじめて覚えた日本語は「お前ら」。
同じ事務所でシンガーソングライターのタイナカサチとは非常に仲が良く、タイナカサチのブログではたびたび遊びに行っている様子が公開されている。また2009年からユンナ本人もタイナカサチと同じレコード会社（SISTUS RECORDS）に移籍した。
11thシングル「好きなんだ」のPVは『小悪魔ageha』（インフォレスト→トランスメディア）の元モデルで『カリスマ“デコリスト”』として知られるきんきら☆きんがPVの制作に参加。

## 経歴
1988年、大韓民国忠清北道淸州市に生まれる。ソウル特別市で幼少期を過ごす。
1992年、音楽好きな両親のもと、4歳からピアノを始める。
小学生になると日本のテレビドラマに興味を持つようになり、独学で日本語を勉強し始める。そして、放送部の先輩に勧められて聴き始めた宇多田ヒカルやMISIAによって、ドラマだけでなく日本の音楽にも興味を持ち始める。この頃、ピアノを弾きながら歌うことの楽しさや喜びを知り、歌手を夢見るようになった。
2003年、韓国内で受けたオーディションで圧倒的な印象を残し合格。韓国の事務所と契約を結ぶことになり、その後関係者を通してユンナの歌が当時の日本の所属事務所社長のもとに届いた。いつか日本でも歌ってみたい、という子供の頃からの夢をかなえるべく、日本でのデビューに向けて、韓国と日本を行き来しながらのレコーディングを開始する。
2004年、デモテープがドラマのプロデューサーの耳に留まり、『ゆびきり』がフジテレビ系ドラマ『東京湾景～Destiny of Love～』の挿入歌に抜擢され、8月4日発売の『東京湾景〜Destiny of Love 동경만경オリジナルサウンドトラック』に2曲参加する。同年10月にシングル『ゆびきり-日本語version-』で日本デビュー。
2005年6月1日、シングル『ほうき星』（テレビ東京アニメ「BLEACH」エンディングテーマ）をリリース。
2006年7月、日本での活躍が韓国KBSのドキュメンタリー番組「人間劇場」で放送され、話題となる。同年11月、デジタルシングル『Audition （Time2Rock）』で韓国においても歌手デビューを果たす。活動の中心を韓国へ移し、日本のメディアへの露出の機会が減る。
2007年3月、韓国でファースト・アルバム『コベッカギ チョウンナル（告白日和）』を発売（6月にはSpecial Editionを発売）。このアルバムは、韓国のオリコンとも言える「hanteoチャート」や、人気音楽番組「SBS人気歌謡」など各種チャートで1位を獲得。さらに彼女は、7万枚という2007年の新人としては最多のセールスを記録し、多数の新人賞も受賞する。またこの年、日本政府観光局『ビジット・ジャパン・キャンペーン』韓国観光親善大使にも任命され、2009年まで3期連続で務めた。
2008年8月、韓国にてヒップホップ・ユニットEPIK HIGHのTABLO、シンガーソングライターのチョ・ギュチャンが参加したセカンド・アルバム『SOMEDAY』をリリースし、5万枚のセールスを記録。12月、レコード会社をEPICレコードからSISTUS RECORDSに移籍。
2009年3月、スウェーデンで活躍中の作曲家が参加したサード・アルバムのPart.A『Peace Love & Icecream』を韓国でリリース。4月11日に公開された市川染五郎主演の映画『今度の日曜日に』では、ヒロイン役で映画初出演を果たし、主題歌「虹の向こう側」も担当した。7月、シングル『Girl』でSISTUS RECORDSに移籍後はじめて日本での活動を再開。12月、韓国にてサード・アルバムのPart.B『Growing Season』を発売。
2010年3月、韓国ドラマ『個人の趣向』のサウンドトラックに参加、主人公パク・ケイン（ソン・イェジン）のテーマソング『話にならなくて』を歌った。7月、韓国で行われたアイスショー「All That Skate' Summer」に出演し、「ほうき星」、エアロスミスの「Dream On」を歌った。
2011年4月14日公開の韓国映画「怪しい顧客たち」にソヨン役で出演。
2011年5月9日から2014年11月2日までは、MBC標準FMで有名ラジオ番組『星が輝く夜に』を進行。
2012年8月、韓国ドラマ「シンイ-信義-」のサウンドトラックに参加、劇中で主人公チェ・ヨン（イ・ミンホ）とヒロインのユ・ウンス（キム・ヒソン）のロマンスの始まりを知らせる曲『涙が一粒』を歌った。
2022年12月、韓国でリリースしたリパッケージアルバム「END THEORY : Final Edition」の収録曲「사건의 지평선（事象の地平線）」が、KBS「ミュージック・バンク」K-CHARTで1位を獲得。

## ディスコグラフィ

### 日本

#### シングル
| 枚   | 発売日         | タイトル                 | レーベル                 | 規格品番  | 最高位 |
| ---- | -------------- | ------------------------ | ------------------------ | --------- | ------ |
| 1st  | 2004年4月3日   | ゆびきり                 | エピックレコードジャパン | ESCL-2790 | 圏外   |
| 1st  | 2004年10月20日 | ゆびきり -日本語version- | エピックレコードジャパン | ESCL-2793 | 圏外   |
| 2nd  | 2005年6月1日   | ほうき星                 | エピックレコードジャパン | ESCL-2654 | 15位   |
| 3rd  | 2005年7月13日  | もっとふたりで           | エピックレコードジャパン | ESCL-2661 | 113位  |
| 4th  | 2005年9月7日   | タッチ/夢の続き          | エピックレコードジャパン | ESCL-2705 | 14位   |
| 5th  | 2005年12月7日  | マイ☆ラバ                | エピックレコードジャパン | ESCL-2743 | 58位   |
| 6th  | 2006年6月7日   | 手をつないで             | エピックレコードジャパン | ESCL-2824 | 50位   |
| 7th  | 2006年9月6日   | 今が大好き               | エピックレコードジャパン | ESCL-2862 | 71位   |
| 8th  | 2007年1月17日  | 儚く強く                 | エピックレコードジャパン | ESCL-2898 | 36位   |
| 9th  | 2009年7月22日  | Girl                     | SISTUS RECORDS           | GNCX-0018 | 175位  |
| 10th | 2009年11月18日 | 好きなんだ               | SISTUS RECORDS           | GNCX-0019 | 154位  |

#### 配信限定シングル
| 発売日        | タイトル | 規格                   | 収録アルバム |
| ------------- | -------- | ---------------------- | ------------ |
| 2009年1月11日 | 記憶     | デジタル・ダウンロード | ひとつ空の下 |

#### スタジオ・アルバム
| 枚       | 発売日        | タイトル                       | 規格品番     | 最高位 |
| -------- | ------------- | ------------------------------ | ------------ | ------ |
| 1st      | 2005年10月5日 | Go! Younha                     | ESCL-2668    | 13位   |
| 2nd      | 2010年9月22日 | ひとつ空の下（SISTUS RECORDS） | GNCX-1013/14 | 169位  |
| mini-1st | 2014年9月10日 | People                         | POCS-1178    | 255位  |
| mini-2nd | 2015年9月9日  | View                           | POCS-1347    | 278位  |

#### ベストアルバム
| 枚   | 発売日        | タイトル                  | 規格品番    | 最高位 |
| ---- | ------------- | ------------------------- | ----------- | ------ |
| Best | 2008年3月26日 | SONGS -teen's collection- | ESCL-3056/7 | 152位  |

#### 参加作品
| 発売日         | 収録曲                                            | 規格品番  | 収録された作品                                                                                    |
| -------------- | ------------------------------------------------- | --------- | ------------------------------------------------------------------------------------------------- |
| 2005年12月21日 | 「僕はここにいる」                                | ESCL-2716 | 山崎まさよし トリビュート・アルバム 「ONE MORE TIME, ONE MORE TRACK」（エピックレコードジャパン） |
| 2006年1月1日   | 「AQUALOVERS～DEEP into the night～」（コーラス） |           | T.M.Revolutionのアルバム「UNDER:COVER」                                                           |
| 2006年3月8日   | 「Diamonds」                                      | SECL-351  | 「14プリンセス 〜PRINCESS PRINCESS CHILDREN〜」（エスエムイーレコーズ）                           |
| 2009年10月21日 | 「Undo」                                          |           | cargoのアルバム「MARS」                                                                           |

### 韓国

#### シングル
| 枚  | 発売日                                          | タイトル                   |
| --- | ----------------------------------------------- | -------------------------- |
| 1st | 2006年11月27日（配信） 2008年 3月21日（CD+DVD） | Audition（Loen Ent Korea） |
| 2nd | 2018年12月14日（配信）                          | Snail mail（kakaoM）       |

#### 配信限定シングル
| 発売日         | タイトル                | 規格                   | 収録アルバム |
| -------------- | ----------------------- | ---------------------- | ------------ |
| 2010年10月14日 | One Shot                | デジタル・ダウンロード | lost in love |
| 2011年3月22日  | It's beautiful          | デジタル・ダウンロード |              |
| 2013年3月22日  | ちがう                  | デジタル・ダウンロード | Just Listen  |
| 2013年11月26日 | 大丈夫                  | デジタル・ダウンロード | Subsonic     |
| 2014年1月3日   | ない (Studio Live Ver.) | デジタル・ダウンロード |              |

#### アルバム
|          | 発売日         | タイトル                                                                         |
| -------- | -------------- | -------------------------------------------------------------------------------- |
| 1st      | 2007年3月15日  | 告白日和[고백하기 좋은 날]                                                       |
| Re-1st   | 2007年6月26日  | 告白日和 Special Edition[고백하기 좋은 날 Special Edition]（Loen Entertainment） |
| 1.5th    | 2007年10月23日 | ほうき星[혜성]（Loen Entertainment）                                             |
| 2nd      | 2008年8月28日  | Someday                                                                          |
| 3rd-A    | 2009年4月13日  | Peace Love & Ice Cream（Doremi Media Co., Ltd）                                  |
| 3rd-B    | 2009年12月11日 | Growing Season（Doremi Media Co., Ltd）                                          |
| mini-1st | 2010年12月22日 | lost in love                                                                     |
| 4th      | 2012年7月3日   | Supersonic（A&G Modes）                                                          |
| mini-2nd | 2013年5月2日   | Just Listen                                                                      |
| mini-3rd | 2013年12月6日  | Subsonic                                                                         |
| 5th      | 2017年12月28日 | RescuE                                                                           |
| mini-4th | 2019年07月02日 | STABLE MINDSET                                                                   |
| mini-5th | 2020年01月06日 | UNSTABLE MINDSET                                                                 |
| 6th      | 2021年11月16日 | END THEORY                                                                       |
| Re-6th   | 2022年3月30日  | Repackage END THEORY : Final Edition                                             |
| live     | 2023年5月10日  | MINDSET                                                                          |
| 7th      | 2024年9月1日   | GROWTH THEORY                                                                    |
| Re-7th   | 2024年11月14日 | Repackage GROWTH THEORY : Final Edition                                          |

#### 参加作品
| 発売日         | 収録曲                                      | 規格品番 | 収録された作品 |
| -------------- | ------------------------------------------- | -------- | --- |
| 2010年3月31日  | 「話にならない」                            |          | 韓国ドラマ「個人の趣向」サウンドトラック 1stミニアルバム「lost in love」                                                         |
| 2010年11月18日 | 「夢の中で」                                |          | 映画「劇場版ポケットモンスター ダイヤモンド&パール 幻影の覇者 ゾロアーク」韓国版サウンドトラック 1stミニアルバム「lost in love」 |
| 2011年         | 「二人」（ソン・シギョンのカバー）          |          | 映画「怪しい顧客たち」オリジナルサウンドトラック                                                                                 |
| 2011年         | 「回想」（キム・ソンホのカバー）            |          | 映画「怪しい顧客たち」オリジナルサウンドトラック                                                                                 |
| 2011年         | 「」（パク・ヨンミのカバー）                |          | 映画「怪しい顧客たち」オリジナルサウンドトラック                                                                                 |
| 2012年         | 「涙が一粒」                                |          | 韓国ドラマ「シンイ-信義-」のサウンドトラック                                                                                     |
| 2012年9月18日  | 「遠い後日に」（ディスク1）                 |          | 「サバイバル 私は歌手だ 2 - 8月コンテスト」（2CD）                                                                               |
| 2012年9月18日  | 「私の傍から離れて行かないで」（ディスク2） |          | 「サバイバル 私は歌手だ 2 - 8月コンテスト」（2CD）                                                                               |
| 2012年10月29日 | 「西の空」（ディスク1）                     |          | 「サバイバル 私は歌手だ 2 - 9月コンテスト」（2CD）                                                                               |
| 2012年10月29日 | 「私を泣かせないで」（ディスク2）           |          | 「サバイバル 私は歌手だ 2 - 9月コンテスト」（2CD）                                                                               |
| 2013年4月9日   | 「遠くからよろしく」                        |          | 韓国ドラマ「オフィスの女王」サウンドトラック                                                                                     |
| 2014年1月15日  | 「星から来たあなた」                        |          | 韓国ドラマ「星から来たあなた」サウンドトラック                                                                                   |
| 2015年         | 「Pray(기도)」                              |          | 韓国ドラマ「Who are you - 学校2015」サウンドトラック                                                                             |

## タイアップ一覧
| 楽曲                   | タイアップ                                                                          | 収録作品                             |
| ---------------------- | ----------------------------------------------------------------------------------- | ------------------------------------ |
| ゆびきり               | フジテレビ系ドラマ『東京湾景』挿入歌                                                | シングル「ゆびきり」                 |
| 花のように             | テイカロ「キシリクリスタルミントのど飴」CMソング                                    | シングル「ゆびきり」                 |
| ほうき星               | テレビ東京系アニメ「BLEACH」エンディングテーマ                                      | シングル「ほうき星」                 |
| あした、天気になれ。   | MBS/TBS系「世界ウルルン滞在記」エンディングテーマ                                   | シングル「ほうき星」                 |
| 思い出にできない       | 映画「天使が降りた日」挿入歌                                                        | シングル「ほうき星」                 |
| もっとふたりで         | 日本テレビ系「音楽戦士 MUSIC FIGHTER」7月度Power Play                               | シングル「もっとふたりで」           |
| もっとふたりで         | 日本テレビ系「歌スタ!!」7月のお題歌                                                 | シングル「もっとふたりで」           |
| タッチ                 | 映画「タッチ」挿入歌                                                                | シングル「タッチ/夢の続き」          |
| 夢の続き               | 映画「タッチ」挿入歌                                                                | シングル「タッチ/夢の続き」          |
| オレンジの初恋         | フジテレビ系ディビジョン1 ステージ11「青空恋星」主題歌                              | アルバム「Go ! Younha」              |
| オレンジの初恋         | ニンテンドーゲームキューブソフト「BLEACH GC 黄昏にまみえる死神」エンディングテーマ  | アルバム「Go ! Younha」              |
| マイ☆ラバ              | ニンテンドー ゲームキューブソフト「BLEACH GC 黄昏にまみえる死神」オープニングテーマ | シングル「マイ☆ラバ」                |
| 手をつないで           | フジテレビ系アニメ「獣王星」エンディングテーマ                                      | シングル「手をつないで」             |
| 今が大好き             | NHK総合アニメ「少女チャングムの夢」オープニングテーマ                               | シングル「今が大好き」               |
| 祈り                   | NHK総合アニメ「少女チャングムの夢」エンディングテーマ                               | シングル「今が大好き」               |
| 儚く強く               | テレビ東京系アニメ『牙 -KIBA-』オープニングテーマ                                   | シングル「儚く強く」                 |
| Scratch On The Heart   | テレビ東京系アニメ『メイプルストーリー』オープニングテーマ                          | アルバム「SONGS-Teen’s Collection-」 |
| Girl                   | テレビ朝日系「ビートたけしのTVタックル」エンディングテーマ                          | シングル「Girl」                     |
| Girl                   | 「韓流フォンデュ」エンディングテーマ                                                | シングル「Girl」                     |
| 好きなんだ             | tvk「saku saku」2009年11月度エンディングテーマ                                      | シングル「好きなんだ」               |
| 太陽のトマト           | ウェザーニューズ「SOLiVE24」公式サポートソング「ソラウタ」                          | アルバム「ひとつ空の下」             |
| ソラトモ〜空を見上げて | ウェザーニューズ「SOLiVE24」公式サポートソング「ソラウタ」                          | アルバム「ひとつ空の下」             |
| 記憶 feat.GOKU         | アニメ「RIDEBACK」エンディングテーマ                                                | アルバム「ひとつ空の下」             |
| 虹の向こう側           | 映画「今度の日曜日に」主題歌                                                        | アルバム「ひとつ空の下」             |
| お別れですか?          | tvk「saku saku」2010年9月度エンディングテーマ                                       | アルバム「ひとつ空の下」             |

## 出演

### バラエティ
- saku saku
- めざましテレビ「見たもん広人苑」

### 映画
- 天使が降りた日「Diaries」 - 瞳 役
- 今度の日曜日に - チェ・ソラ 役
- 怪しい顧客たち - アン・ソヨン 役

### ミュージカル
- THE LOST GARDEN - マーシー 役

### ラジオ
- 鷲崎健の超ラジ! 第125回、第128回、第141回

### WEB
- ウェザーニューズ「SOLiVE24」 weathernews LiVE “バシの部屋”ゲスト
- ウェザーニューズ「おは天」 2010年9月23日配信分ゲスト